# Synomera crafti
Synomera crafti är en fjärilsart som beskrevs av William Schaus 1916. Synomera crafti ingår i släktet Synomera och familjen nattflyn. Inga underarter finns listade i Catalogue of Life.